# Ніжність (фільм, 2017)
«Ніжність» (італ. La tenerezza) — італійський драматичний фільм 2017 року, поставлений режисером Джанні Амеліо за романом Лоренцо Мароне (2015). У 2018 році стрічка була номінована у 8-ми категоріях на здобуття італійської національної кінопремії «Давид ді Донателло», у тому числі за найкращий фільм і за найкращу режисерську роботу, та отримала нагороду за найкращу чоловічу роль Ренато Карпентьєрі.

## Сюжет
Лоренцо — літній адвокат і старий цинік. Він живе сам у величезній квартирі і майже не спілкується зі своїми дітьми, донькою Єленою та сином Саверіо. Повернувшись у свою розкішну неаполітанську квартиру з лікарні, де він лікувався після серцевого нападу, Лоренцо виявляє нових сусідів по будинку — чарівну пару молодих красивих людей. Він знайомиться з Емою та її дивним чоловіком, та невдовзі розуміє, що в їхній сім'ї щось не так…

## У ролях
| • Еліо Джермано               | … | Фабіо                  |
| • Мікаела Рамадзотті          | … | Мікела                 |
| • Джованна Медзоджорно        | … | Єлена                  |
| • Ренато Карпентьєрі          | … | Лоренцо                |
| • Грета Скаккі                | … | Аврора                 |
| • Марія Націонале             | … | Россана                |
| • Джузеппе Дзено              | … | Джильйо                |
| • Артуро Муселлі              | … | Саверіо                |
| • Гієб Хілі                   | … | обвинувачений тунісець |
| • Валеріо Компареллі          | … | пацієнт лікарні        |
| • Ренато Карпентьєрі молодший | … | Франческо              |
| • Фабіо Кочіфолья             | … | нотаріус               |
| • Б'янка Паніччі              | … | Б'янка                 |
| • Джованні Еспозіто           | … | Давиде                 |
| • Сальваторе Канталупо        | … | Сатріано               |
| • Нунціо Джуліано             | … | Паскалі                |

## Знімальна група
- Автори сценарію — Джанні Амеліо, Альберто Таральйо за романом Лоренцо Мароне (2015)
- Режисер-постановник — Джанні Амеліо
- Продюсерт — Агостіно Сакка, Джузеппе Скакка, Марія Грація Сакка
- Оператор — Лука Біґацці
- Композитор — Франко П'єрсанті
- Монтаж — Симона Паджі
- Художник-постановник — Джанкарло Базілі
- Художник з костюмів — Мауріціо Мілленотті
- Підбір акторів — Маріта Д'Елія
- Звук — Алессандро Занон

## Нагороди та номінації
| Список нагород та номінацій                       | Список нагород та номінацій | Список нагород та номінацій                            | Список нагород та номінацій      | Список нагород та номінацій | Список нагород та номінацій |
| Кінофестиваль/Кінопремія                          | Рік                         | Категорія                                              | Номінант(и)                      | Результат                   | Дж                          |
| ------------------------------------------------- | --------------------------- | ------------------------------------------------------ | -------------------------------- | --------------------------- | --------------------------- |
| Італійський національний синдикат кіножурналістів | 2017                        | «Срібна стрічка» за найкращий фільм                    | Ніжність                         | Перемога                    |                             |
| Італійський національний синдикат кіножурналістів | 2017                        | Премія «Срібна стрічка» за найкращу режисерську роботу | Джанні Амеліо                    | Номінація                   |                             |
| Італійський національний синдикат кіножурналістів | 2017                        | Премія «Срібна стрічка» найкращому акторові            | Ренато Карпеньєрі                | Перемога                    |                             |
| Італійський національний синдикат кіножурналістів | 2017                        | Премія «Срібна стрічка» найкращій акторці              | Джованна Медзоджорно             | Номінація                   |                             |
| Італійський національний синдикат кіножурналістів | 2017                        | Премія «Срібна стрічка» найкращій акторці              | Мікаела Рамадзотті               | Номінація                   |                             |
| Італійський національний синдикат кіножурналістів | 2017                        | Найкращий оператор                                     | Лука Біґацці                     | Перемога                    |                             |
| Італійський національний синдикат кіножурналістів | 2017                        | Найкращі декорації                                     | Дзанфранко Базілі                | Номінація                   |                             |
| Італійський національний синдикат кіножурналістів | 2017                        | Найкращий звук                                         | Алессандро Занон                 | Номінація                   |                             |
| Премія «Золотий глобус» (Італія)                  | 2017                        | Найкращий актор                                        | Ренато Карпентьєрі               | Перемога                    |                             |
| Премія «Золотий глобус» (Італія)                  | 2017                        | Найкраща акторка                                       | Мікаела Рамадзотті               | Номінація                   |                             |
| Премія «Золота хлопавка»                          | 2017                        | Найкращий режисер                                      | Джанні Амеліо                    | Перемога                    |                             |
| Премія «Золота хлопавка»                          | 2017                        | Найкращий актор                                        | Ренато Карпентьєрі               | Перемога                    |                             |
| Премія «Золота хлопавка»                          | 2017                        | Найкращий оператор                                     | Лука Біґацці                     | Номінація                   |                             |
| Премія «Давид ді Донателло»                       | 21.03.2018                  | Найкращий фільм                                        | Ніжність                         | Номінація                   | [ 3 ] [ 4 ]                 |
| Премія «Давид ді Донателло»                       | 21.03.2018                  | Найкращий режисер                                      | Джанні Амеліо                    | Номінація                   | [ 3 ] [ 4 ]                 |
| Премія «Давид ді Донателло»                       | 21.03.2018                  | Найкращий актор                                        | Ренато Карпентьєрі               | Перемога                    | [ 3 ] [ 4 ]                 |
| Премія «Давид ді Донателло»                       | 21.03.2018                  | Найкращий актор другого плану                          | Еліо Джермано                    | Номінація                   | [ 3 ] [ 4 ]                 |
| Премія «Давид ді Донателло»                       | 21.03.2018                  | Найкраща акторка другого плану                         | Мікаела Рамадзотті               | Номінація                   | [ 3 ] [ 4 ]                 |
| Премія «Давид ді Донателло»                       | 21.03.2018                  | Найкращий адаптований сценарій                         | Джанні Амеліо, Альберто Таральйо | Номінація                   | [ 3 ] [ 4 ]                 |
| Премія «Давид ді Донателло»                       | 21.03.2018                  | Найкраща музика до фільму                              | Франко П'єрсанті                 | Номінація                   | [ 3 ] [ 4 ]                 |
| Премія «Давид ді Донателло»                       | 21.03.2018                  | Найкраща художнє оформлення                            | Джанкарло Базілі                 | Номінація                   | [ 3 ] [ 4 ]                 |